# Frances
 For alternative betydninger, se Frances (flertydig). (Se også artikler, som begynder med Frances)
Frances er et pigenavn, den feminine version af Francis. Navnet er ikke særlig almindeligt i Danmark, idet kun 54 danske piger/kvinder bar navnet i 2013.

## Personer med navnet
- Frances Marion, amerikansk forfatter.
- Frances McDormand, amerikansk skuespiller.
- Frances Farmer, amerikansk skuespiller.
- Frances Perkins, amerikansk politiker.

## Navnet anvendt i fiktion
- Frances, en dramatiseret udgave af Frances Farmers liv.